# كاثي ماكميلان
كاثي ماكميلان (بالإنجليزية: Kathy McMillan)‏ هي منافسة ألعاب القوى أمريكية، ولدت في 7 نوفمبر 1957 في ريفورد في الولايات المتحدة.

## وصلات خارجية
- كاثي ماكميلان على موقع الاتحاد الدولي لألعاب القوى (الإنجليزية)
- كاثي ماكميلان على موقع اللجنة الأولمبية الدولية (الإنجليزية)
- كاثي ماكميلان على موقع أوليمبيديا (الإنجليزية)
- كاثي ماكميلان على موقع قاعة كارولاينا الشمالية للمشاهير الرياضية (الإنجليزية)